# Первинна продукція

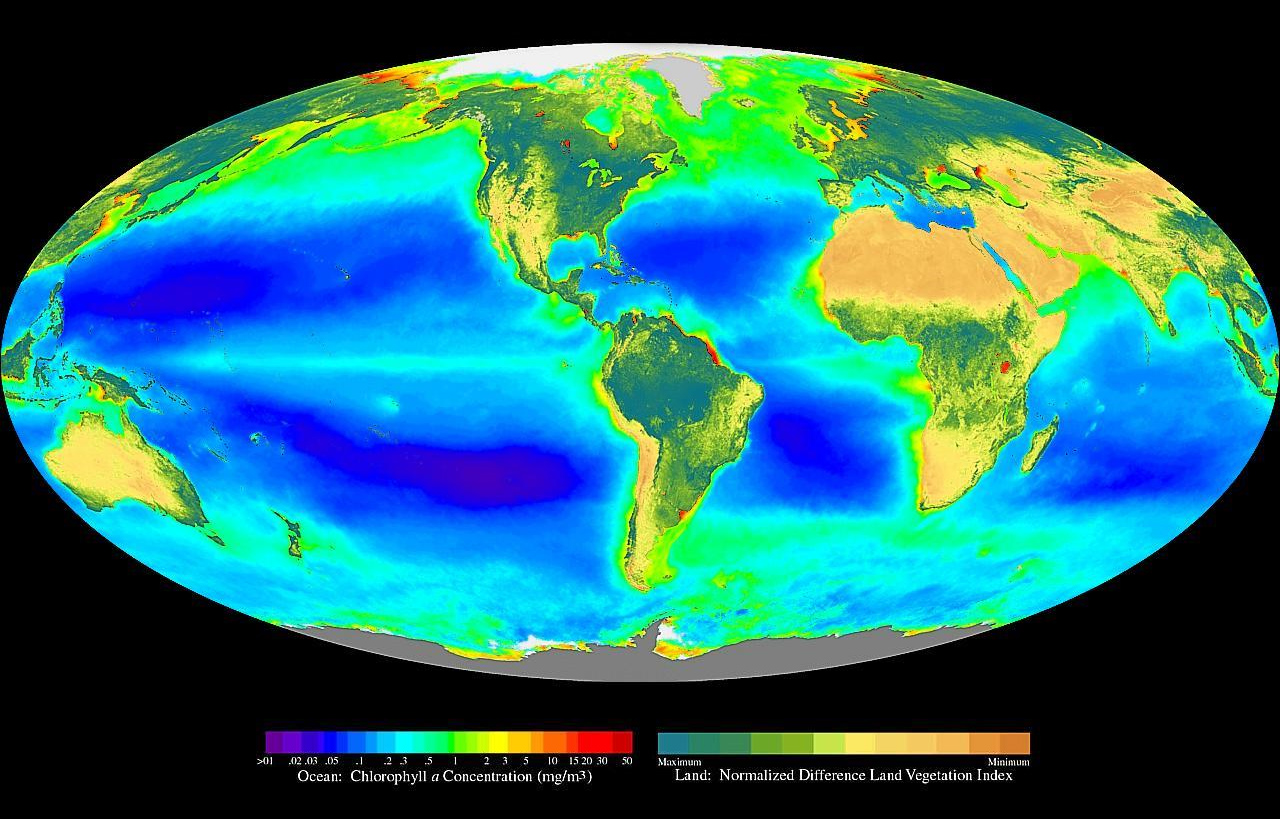
Карта розподілу величини чистої первинної продукції по всій Земній кулі. Усереднені дані за період з вересня 1997 р. по серпень 2000 р. Для океану (шкала внизу зліва) оцінки наводяться за вмістом у поверхневих водах хлорофілу (мг/м^{3}). Для суші (шкала внизу справа) використано відносну величину - індекс, що показує ступінь розвитку рослинності. Добре видно, що центральні райони океану дуже бідні фітопланктоном, в той час як райони високих широт продуктивніші. На суші - найпродуктивніші екосистеми тропічних лісів.

Первинна продукція - в екології величина, що характеризує приріст кількості органічної речовини, утвореної за певний час автотрофними організмами (наприклад, зеленими рослинами, або ціанобактеріями) з простих неорганічних компонентів. Оскільки джерелом вуглецю для автотрофних організмів служить як правило діоксид вуглецю СО2 (вуглекислий газ), то первинну продукцію в даний час найчастіше оцінюють за кількістю вуглецю, пов'язаного за певний час наземною рослинністю або океанічним (озерним) фітопланктоном в розрахунку на одиницю площі. У разі фітопланктону, що характеризується високою швидкістю утворення органічної речовини в розрахунку на одиницю біомаси, первинну продукцію оцінюють для невеликих проміжків часу, найчастіше для доби. Якщо ж мова йде про наземну рослинність, у якій швидкість утворення органічної речовини в розрахунку на одиницю біомаси, істотно менша, первинну продукцію оцінюють за рік, або за вегетаційний сезон.
Поняття первинної продукції застосовують не тільки щодо фотоавтотрофних організмів (тобто тих, що використовують світло як джерело енергії), а й хемоавтотрофів (тобто організмів, які також створюють органічну речовину, але за рахунок енергії, яку вони отримують, проводячи окислювально-відновні реакції з простими речовинами, наприклад, окислюючи амоній до нітриту, або сульфід до сульфатів). До такого способу отримання енергії здатні тільки деякі прокаріоти (бактерії в широкому сенсі слова). У сучасній біосфері роль хемоавтротрофів не значна. Найбільш відомий приклад - це створення ними органічної речовини (яка далі використовується всіма організмами) в гідротермальних екосистемах - оазах життя, що існують на великій глибині в деяких місцях на дні океану, де крізь тріщини кори виходять гарячі води, багаті відновленими сполуками.
Майже з самого початку вивчення первинної продукції дослідники розрізняли «валову первинну продукцію» (англ.: Gross Primary Production - GPP) та «чисту первинну продукцію» (англ.: Net Primary Production - NPP). Валова продукція - це загальна кількість органічної речовини, утвореної організмом-продуцентом, а чиста продукція - це валова продукція за вирахуванням витрат самого продуцента на дихання. Іншими словами: NPP = GPP - R, де R - витрати на дихання. Реальний приріст маси продуцентів - це і є чиста первинна продукція. Саме ця речовина й може використовуватися споживачами, саме вона і створює основу для підтримки всього трофічного ланцюга.

## Історія використання
Перші вимірювання первинної продукції здійснив Г.Г. Винберг в 1932 р. на оз. Біле (в Косино під Москвою). Для цього він запропонував метод «темних і світлих склянок», суть якого в тому, що про кількість органічної речовини, що утворилася в ході фотосинтезу судять за кількістю кисню, що виділився. Робота починається з того, що з певної глибини беруть пробу води (разом з планктоном, що міститься в ній), яку розливають по трьох флаконах (склянках) з притертими пробками. В одному з флаконів хімічним методом відразу визначають вміст розчиненого кисню, а два інших (один з яких темний, захищений від світла, а інший - світлий, прозорий для світла) поміщають на добу в водойму, на ту глибину, звідки було взято вихідну пробу. Через добу флакони піднімають на поверхню і визначають в них вміст кисню. Очевидно, що в світлих флаконах відбувалися як фотосинтез, так і дихання, а в темних, ізольованих від світла, тільки дихання. По різниці кількості кисню в світлих і темних флаконах розраховують кількість органічної речовини, що утворилася. Вінберг проводив ці подібні визначення продукції відразу для серії проб, узятих з різних глибин, і робив це багаторазово протягом усього вегетаційного сезону. В результаті він отримав можливість оцінити первинну продукцію для всієї водойми. Через три роки після робіт Вінберга аналогічний спосіб визначення первинної продукції застосував в США на оз. Лінслей Понд (шт. Коннектикут) Г. Райлі (G. Riley), який працював під керівництвом Дж.Е. Хатчинсона. Про роботи Вінберга їм тоді було невідомо, але пріоритет Вінберга був згодом визнаний Хатчинсоном.
Надалі з'ясувалося, що запропонований Вінбергом «кисневий» варіант методу темних і світлих склянок, виявляється недостатньо чутливим при спробах оцінити продукцію фітопланктону в океані, де вона як правило істотно нижча, ніж в озерах помірної зони. На початку 1950-х років данський дослідник Е. Стеман-Нільсен в експедиції на науково-дослідному судні «Галатея» застосував так званий «радіовуглецевий» метод. Сенс його полягає в тому, що у флакони з пробами води, що містить планктон, додавали СО2, мічений радіоактивним ізотопом вуглецю 14С. Після експозиції цих склянок в лабораторії на борту судна (при температурі і освітленості, близьких до природних), дослідники відфільтровували фітопланктон, за обсягом його радіоактивності судили, яка частина доданого радіоактивного вуглецю виявилася пов'язаною в новоствореній органічній речовині.

## Сучасні дослідження
У 1960-х роках роботи з оцінки первинної продукції океану розгорнулися широким фронтом. Найактивнішу участь в них брали і дослідники з кол. СРСР. Роботи, проведені на науково-дослідних судах Академії наук, дозволили скласти карту розподілу величин первинної продукції по всій акваторії Світового океану. Аж до недавнього часу, коли стали використовуватися дистанційні (з космічних апаратів) методи оцінки кількості хлорофілу в поверхневих водах океану, ця карта залишалася єдиною.
Уже тоді з'ясувалося (а згодом підтверджено дистанційними методами), що в центральних частинах всіх океанів існують великі області, де величина первинної продукції надзвичайно низька. Відбувається це через те, що розвиток фітопланктону там обмежений браком біогенних елементів, в першу чергу азоту і фосфору в мінеральній, доступній для використання фітопланктоном, формі. Області високої продуктивності займають дуже невелику площу - це Північна Атлантика, деякі райони північної частини Тихого океану, деякі райони Південного океану (навколо Антарктиди) і зони підйому глибинних вод (апвелінгу).
Згідно з сучасними даними загальна чиста первинна продукція всього океану становить близько 60 млрд тонн вуглецю за рік, хоча розкид оцінок, наведених різними авторами, дуже широкий - від 35 до 100 млрд тонн. Для всієї суші чиста первинна продукція за рік оцінюється подібною величиною - 57 млрд тонн (при розкиді оцінок різних авторів - від 48 до 65 млрд тонн). Таким чином, на одиницю площі первинна продукція суші істотно вища, ніж океану. Основні фактори, що обмежують первинну продукцію суші - це нестача вологи (пустелі в центральних частинах континентів) і низькі температури (у високогір'ях і у високих широтах). Принципово різною для суші і океану виявляється продуктивність одиниці біомаси. При приблизно рівній сумарній величині чистої первинної продукції, середня біомаса самих продуцентів на суші становить близько 800 млрд т вуглецю, а в океані - тільки близько 2 млрд т. Таким чином, швидкість утворення нової речовини в розрахунку на одиницю біомаси в океані в сотні разів вища , ніж на суші.

## Щодо ролі заліза в океані
Ті райони океану, де спостерігається висока первинна продукція фітопланктону і де, відповідно, створюється багато органічної речовини, потенційно можуть бути місцями «стоку» атмосферного вуглецю. Вони займають порівняно невелику частину акваторії Світового океану і розташовуються в Північній Атлантиці, у північній частині Тихого океану, в Південному океані (просторі навколо Антарктиди), а також у прибережних районах. Більша ж частина океанічних просторів характеризується дуже низькою первинною продукцією, оскільки там не вистачає перш за все основних біогенних елементів (nutrients) - азоту і фосфору.
Однак є в океані і такі ділянки, де основні біогенні елементи (азот і фосфор) присутні в достатній кількості, а продукція фітопланктону все одно зберігається дуже низькою. В англомовній науковій літературі їх позначають абревіатурою HNLC (high-nutrient low-chlorophyll) – тобто, багато біогенів - мало хлорофілу. По всій видимості, первинна продукція в подібних місцях обмежена не азотом і фосфором, а якимось іншими елементом. Таким лімітуючим елементом часто виявляється залізо. На суші заліза зазвичай більш ніж достатньо, а ось в океані, в місцях, віддалених від берегів, його може бути дуже мало. Адже потрапляє воно сюди тільки з пилом, принесеним з далеких континентів. У 1990-і роки гіпотеза нестачі заліза як основного фактора, що обмежує розвиток фітопланктону в районах HNLC, була перевірена експериментально. Залізо у вигляді розчинів солі вносили безпосередньо у верхній шар водної товщі, а у відповідь на цю добавку дійсно зростала продукція фітопланктону. Народилася навіть досить фантастична (але не позбавлена сенсу) ідея підвищити продукцію фітопланктону - і таким чином збільшити зв'язування в океані атмосферного СО2 - шляхом штучного удобрювання деяких районів залізом!
Великою міжнародною групою дослідників (47 авторів) було показано, що залізо фактично не виходить з водної товщі. При розкладанні (мінералізації) органічної речовини воно вивільняється і може використовуватися для нового синтезу. Ефективність використання заліза для створення тієї органічної речовини, що все ж експортується з поверхневих вод (і тим самим сприяє поглинанню океаном додаткової кількості СО2), виявилася у крайньому разі в 10, а можливо, і в 100 разів, вищою тієї, що передбачалася раніше на підставі дослідів зі штучним удобрюванням океанічних вод залізом.
Отримані результати важливі і для розуміння процесів, що відбувалися в минулому, під час льодовикових періодів, коли рівень океану сильно знижувався (на 100-200 м), а продукція фітопланктону зростала, що призводило до зниження вмісту вуглекислого газу на 60-80 ppm. Вважається, що необхідне для фітопланктону залізо надходило в океан «зверху», з пилом, принесеної вітрами з суші. Але у світлі нових даних слід припускати, що не менш важливим було і «удобрювання» залізом «знизу», за рахунок надходження його в кругообіг з нижчих верств водної товщі.